# Hula, fille de la brousse
Pour plus de détails, voir Fiche technique et Distribution.

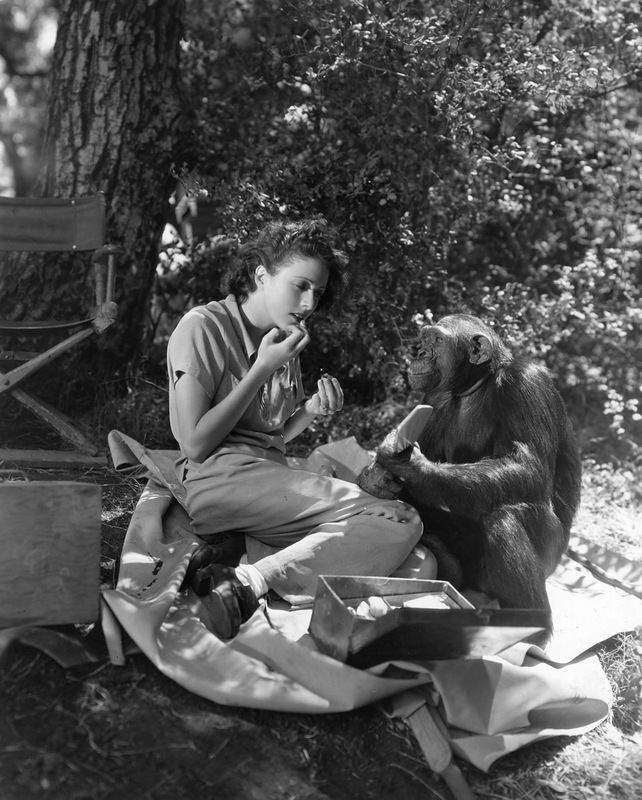
Molly Lamont

Hula, fille de la brousse (The Jungle princess) est un film américain en noir et blanc réalisé par Wilhelm Thiele, sorti en 1936.

## Synopsis
Christopher Powell est en Malaisie avec sa fiancée et son père pour capturer des animaux sauvages. Pendant une chasse, il est attaqué par un tigre et ses guides s'enfuient le laissant pour mort. Mais le tigre est le compagnon d'Hula, une belle jeune femme qui a grandi par elle-même dans la jungle. Elle sauve Chris et le ramène dans la grotte où elle vit. Tout en le soignant, elle va tomber amoureuse de lui. Guéri, il revient à son campement avec Hula qui a suivi. Mais leur arrivée ne fait pas que des heureux, Ava est jalouse de la complicité entre Hula et son fiancé et les indigènes voient d’un mauvais œil la présence du tigre et de son amie, ce qui va causer bien des problèmes. 

## Fiche technique
- Titre : Hula, fille de la brousse
- Titre original : The Jungle princess
- Réalisation : Wilhelm Thiele
- Scénario : Charles Brackett (non crédité), Gerald Geraghty, Cyril Hume, Gouverneur Morris et Frank Partos d'après une histoire de Max Marcin
- Photographie : Harry Fischbeck
- Montage : Ellsworth Hoagland
- Direction artistique : Hans Dreier et Robert Usher
- Musique : Gregory Stone (non crédité)
- Direction musicale : Boris Morros
- Chanson : Leo Robin et Friedrich Hollaender
- Production : E. Lloyd Sheldon
- Société de production : Paramount Pictures
- Pays de production : États-Unis
- Langue : anglais
- Format : noir et blanc
- Genre: aventures
- Durée : 85 min
- Dates de sortie : 
  - États-Unis : 24 décembre 1936
  - France : 12 février 1937

## Distribution
- Dorothy Lamour : Hula
- Ray Milland : Christopher Powell
- Akim Tamiroff : Karen Nog
- Ray Mala : Melan
- Lynne Overman : Frank
- Molly Lamont : Ava
- Hughes Buckler : Colonel Neville Lane